# Porsche LMP1-98
Der Porsche LMP1-98 war ein Motorsport-Prototyp, den Porsche Motorsport beim 24-Stunden-Rennen von Le Mans 1998 einsetzte.

## Entwicklungsgeschichte und Technik
1996 lieh Reinhold Joest von Porsche zwei in einer Werkshalle in Weissach abgestellte Prototypen-Chassis, um sie beim 24-Stunden-Rennen von Le Mans einzusetzen. Die ursprünglich von Ross Brawn für Tom Walkinshaw gebauten Wagen meldete er unter dem Namen TWR-Porsche WSC-95, wobei Joest die Finanzierung für den Aufbau der Wagen und die jeweiligen Renneinsätze selbst übernahm. Mit dem WSC-95 gewann Joest Racing die 24-Stunden-Rennen von Le Mans 1996 und 1997 sowie das 2-Stunden-Rennen von Donington 1997. Nach dem Erfolg im Donington Park – es war der dritte Gesamtsieg des WSC-95 bei der dritten Rennteilnahme – gab Joest die beiden Wagen an Porsche zurück.
Norbert Singer, der leitende Ingenieur der Porsche-Rennabteilung, erkannte das Potential der Prototypen und plante den Einsatz der beiden Chassis beim 24-Stunden-Rennen von Le Mans 1998, neben den Werks-Porsche 911 GT1. Die Fahrzeuge erhielten die Antriebstechnik des GT1 und den leistungsstärkeren 3,2-Liter-Sechszylindermotor. Auch die Karosserie wurde gründlich überarbeitet. Die Frontpartie wurde angehoben und die Seitenteile wurden neu gestaltet. Durch die dabei veränderten Lufteinlässe für die Motorkühlung, die nunmehr an der Seite lagen, konnte die Lufthutze hinter dem Cockpit weggelassen werden. Dazu kam eine neue Auspuffanlage.

## Renngeschichte
Für den Einsatz in Le Mans der jetzt als Porsche LMP1-98 bezeichneten Wagen bediente sich Norbert Singer der Rennmannschaft von Joest Racing, da die eigenen Ressourcen bei den GT1-Werkswagen gebunden waren. Joest engagierte erfahrene Sportwagenfahrer, um die Wagen zu steuern. Das Chassis mit der Nummer 7 steuerten die langjährigen Joest-Rennfahrer Michele Alboreto, Stefan Johansson und Yannick Dalmas. Im Cockpit des Wagens mit der Nummer 8 saßen Pierre-Henri Raphanel, David Murry und James Weaver.
Im Rennen, das 1998 von einer Fülle an Werkswagen geprägt war, hatten die LMP1-98 keinen Erfolg. Beim Fahrzeug mit der Nummer 7 traten früh Elektronikprobleme auf, die nach 107 Runden zum Ausfall führten. Beim Wagen mit der Nummer 8 gab es am Sonntagvormittag nach einem Unfall irreparable Beschädigungen am Fahrwerk, weshalb der Wagen in den Boxen abgestellt werden musste.
Von der Porsche AG eingesetzt, fuhren Michele Alboreto, Stefan Johansson und Jörg Müller das Chassis WSC-001 beim Petit Le Mans 1998 und erreichten nach einer Fahrzeit von 9:48:24,334 Stunden mit dem knappen Rückstand von 12 Sekunden auf den Ferrari 333SP von Eric van de Poele, Wayne Taylor und Emmanuel Collard den zweiten Gesamtrang.